# Lidköping norra
Lidköping norra – miejscowość (tätort) w Szwecji, w regionie administracyjnym (län) Västra Götaland, w gminie Lidköping.
Według danych Szwedzkiego Urzędu Statystycznego liczba ludności wyniosła: 3819 (31 grudnia 2015), 4117 (31 grudnia 2018) i 4208 (31 grudnia 2019).